# Martin Horn (Karambolagespieler)
Martin Horn (* 28. Januar 1971 in Essen) ist ein deutscher Karambolagebillardspieler, Deutscher-, Welt- und Europameister.

## Leben

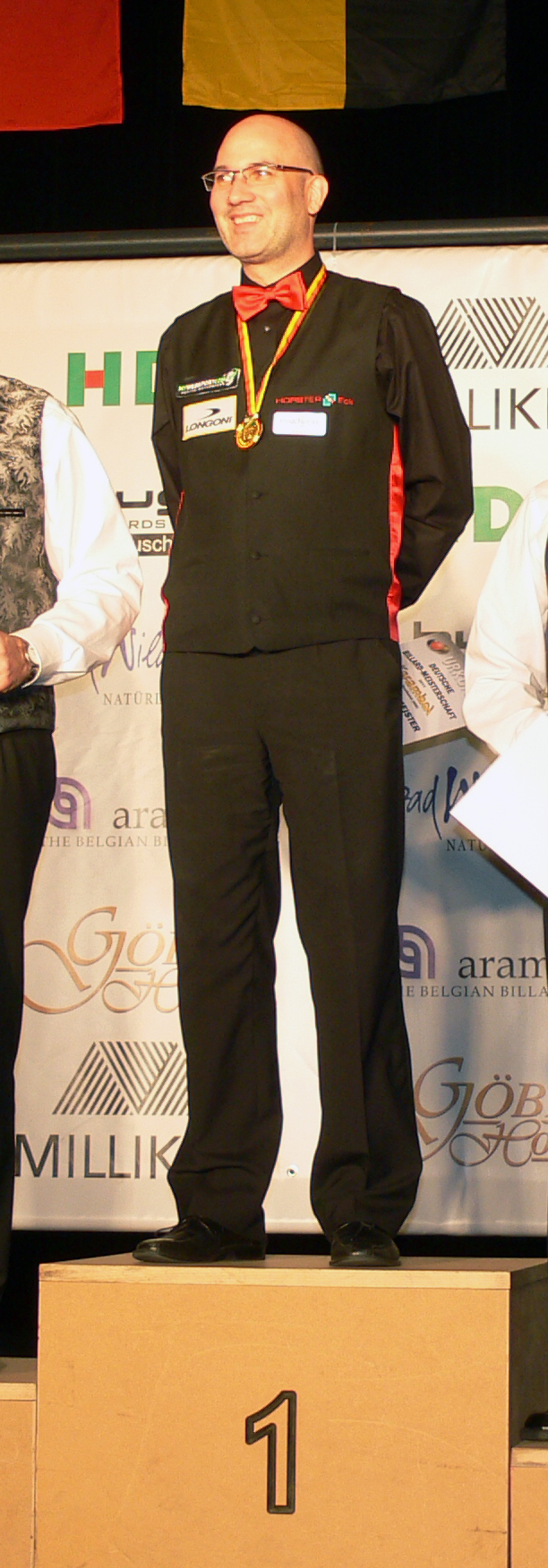
Martin Horn auf dem Podest bei der Deutschen Meisterschaft 2011 in Bad Wildungen (Sieger)

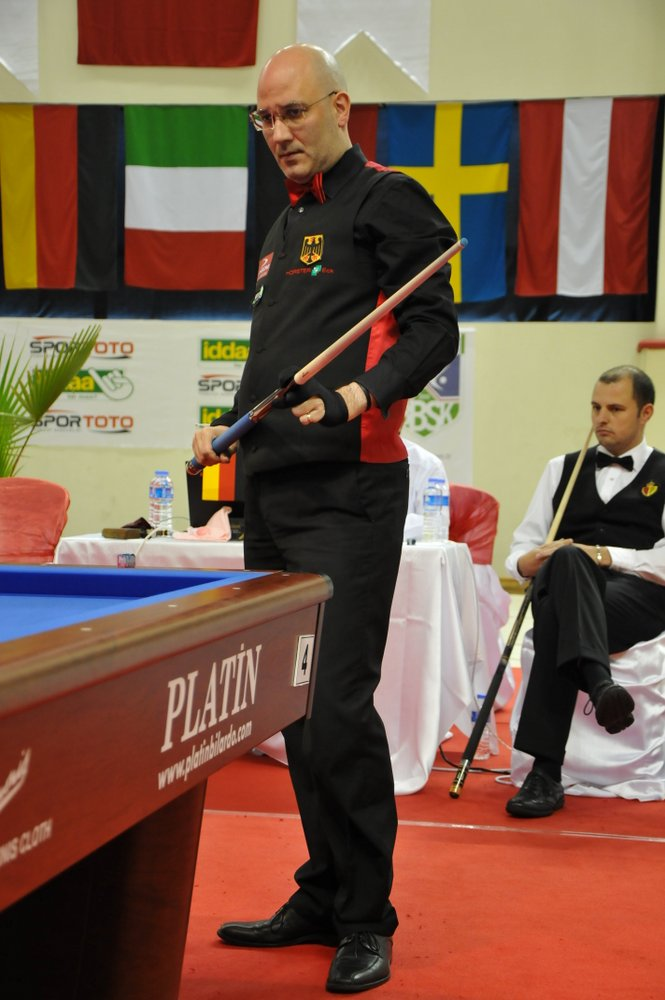
Martin Horn bei der Dreiband-EM 2012 in Istanbul

Martin Horn wuchs in Essen-Horst auf und besuchte dort die Grundschule und das Gymnasium mit dem Abitur. Während des Grundwehrdienstes bei der Bundeswehr verpflichtete er sich als Soldat auf Zeit. Da er schon während seiner Schulzeit intensiv Billard gespielt hatte, wurde er in die Sportfördergruppe der Bundeswehr aufgenommen. Dadurch ergab sich die Möglichkeit, sich weiter intensiv mit seinem Sport zu befassen. Nach diesen 16 Jahren beschloss er, im Billardsport eine Karriere als Vollprofi zu starten. Sein großes Ziel ist der Gewinn der Einzel-Weltmeisterschaft im Dreiband.

## Karriere

### Anfang
Martin Horn kam als junger Spieler durch seinen Vater, der auch bei den BF Horster-Eck Essen 1959 spielte, früh mit guten Billardspielern im Verein in Verbindung. Schnell wurde sein Talent erkannt. Somit war sein Erfolg vorprogrammiert. Einen wesentlichen Anteil seines Könnens verdankt er dem damals noch aktiven mehrfachen Europameister Klaus Hose, dem luxemburgischen Weltmeister Fonsy Grethen sowie dem Velberter Volker Simanowski. Sie führten ihn in die Europa- und Weltelite in den klassischen Disziplinen. Bereits bei seinem ersten internationalen Auftritt bei den Junioren in Paris wurde er 1990 Vierter in der Freien Partie. 1991 gewann er in Athen bei den Junioren im Cadre 47/2 und in Krefeld die Freie Partie und wurde Doppel-Europameister. 1992 kam in Sierre/CH ein weiterer Junioren-Titel im Cadre 47/2 hinzu.

### Erste Internationale Erfolge
Danach bei den Senioren gab es viele Erfolge bei Welt- und Europameisterschaften, wobei der Weltmeistertitel im Einband in Wien sicher der bisher größte Einzelerfolg ist. Bei Europameisterschaften sammelte er insgesamt fünf Einzeltitel ein, wobei es sicher noch einige mehr geworden wären, wenn er sich nicht ab 1998 ausschließlich auf das Dreibandspiel konzentriert hätte. Hierbei wurde er von seinen beiden Lehrmeistern Hans-Jürgen Kühl und seinem Mannschaftskollegen Torbjörn Blomdahl hervorragend unterstützt. Neben einem Weltcup-Sieg und zwei Vize-Europameisterschaften ist der dritte Platz bei den AGIPI Masters 2012 noch besonders erwähnenswert, weil er hier den besten Turnierdurchschnitt unter lauter Weltklassespielern erzielte.
Er gewann als zweiter Deutscher, nach Christian Rudolph 1997, einen Weltcup im Dreiband (Antalya 2009). In der Karambolageweltrangliste der UMB Union Mondiale de Billard nimmt er seit Jahren einen Platz unter den ersten Top 16 ein.
Martin Horn ist auch ein Kind der Bundesliga. Er startete seine Bundesligakarriere im Alter von 15 Jahren mit Einsätzen bei den BF Horster Eck. Bis zur Saison 1988/89 war er in Essen aber nur Ersatzspieler, da die erste Mannschaft mit Starbesetzung Serienmeister wurde. Er entschloss sich, den Verein zu wechseln und spielte in den Saisons 1988/89 und 1989/90 für den BSV Velbert. Trotz hervorragender Leistungen von Martin Horn stieg Velbert aber 1989/90 in die 2. Bundesliga ab. Horn ging zu seinem Heimatverein Horster Eck zurück und wurde zum ersten Mal Meister mit seinem Verein in der Saison 1990/91. In den folgenden drei Jahren wurde er mit Horster Eck Meister, Zweiter und Dritter. Nach dem Rückzug von Horster Eck aus der Bundesliga in der Saison 1994/95 konzentrierte er sich mit großem Erfolg auf Einzelturniere. Nach der Umstellung der Bundesliga auf eine reine Dreibandliga war Horster Eck wieder dabei und wurde auf Anhieb wieder Meister. In der Einzel-Rangliste der Bundesliga belegte Horn den 1. Platz vor dem Weltklassespieler Frédéric Caudron. Insgesamt wurde Martin Horn mit den BF Horster Eck sechs Mal Meister.
Auch im Europacup hatte Horn mit seinen Mannschaftskollegen von Horster Eck großen Erfolg. Mitte der 1990er Jahre gewannen sie dreimal den Titel.
Da es im Billard möglich ist, in verschiedenen europäischen Ligen gleichzeitig zu spielen, waren natürlich auch europäische Spitzenklubs an Martin Horn interessiert. Somit spielt oder spielte er bei Klubs in der niederländischen Ehrendivision, in der belgischen ersten Dreibandliga sowie in Frankreichs Eliteliga. Dabei wurde er auch in den Niederlanden Meister, wobei er hier 2010/11 seinen bisher besten Mannschafts-Saison-GD von 1,888 erzielte. In der belgischen Liga erzielte er auch seine bisherige Höchstserie von 24 Points.

### Saison 2012/13
Nach seinem Sieg beim 4. German Grand Prix 2012 in Gelsenkirchen zum Abschluss der Saison 2011/12 lief es zu Beginn der neuen Saison nicht so gut für Horn. Bei der WM in Porto wurde er nur 14., eine Woche drauf, beim Weltcup unterlag er dem Niederländer Dick Jaspers im Achtelfinale, sodass er zum ersten Mal seit Jahren seinen Platz unter den Top 12 der Main-Tour einbüßte und auf den 14. Rang abrutschte. Daher muss er sich in den folgenden Turnieren wieder durch die Qualifikationsrunde einen Platz in den Finalrunden der kommenden Turniere erkämpfen.

### Saison 2013/14
Vor Beginn der Saison entschied sich Horn aus privaten und monetären Gründen, nicht mehr an allen angebotenen Turnieren teilzunehmen. Treibender Gedanke war hier vor allem der finanziell-zeitliche. Da die meisten europäischen Spitzenspieler auch in lokalen Ligen spielen, ist der Terminkalender sehr eng gesteckt. Durch seine Platzierung unter den 16 besten Spielern war er bei internationalen Turnieren wie dem Weltcup für die Finalrunde gesetzt. Findet ein Turnier z. B. in Korea statt und man erwischt in der ersten Runde einen starken Gegner, kann es sein, dass man nur ein Spiel absolviert. Der Aufwand erschien ihm für eine solch lange Reise als zu hoch und so entschied er sich, an so weit entfernten Turnieren nicht mehr teilzunehmen. Folge daraus war ein Abrutschen in der Dreiband-Weltrangliste. Zum Ende der Saison überlegt er sich jedoch, wieder häufiger an solchen Turnieren teilzunehmen.
Im Mai sicherte er sich mit einem Sieg über Johann Schirmbrand seinen zweiten Erfolg bei den German Dreiband Masters in Folge.

### 2019
Ende August zog sich Horn bei einem Fahrradunfall im heimischen Essen einen Schlüsselbeinbruch zu. Damit wurde prognostiziert, dass der die Nummer 12 der Weltrangliste bis zur WM im November ausfallen soll. Nach der Operation am 4. September 2019 kamen die Ärzte zu einer günstigeren Prognose, die ihm eine schnellere Heilung voraussagten als zunächst angenommen. Mithilfe seines Physiotherapeuten versucht er schon wieder Ende Oktober am 5. Weltcup im niederländischen Veghel teilzunehmen. Vorher möchte er aber versuchen am Bundesligaspiel seines Berliner Vereins „BC International“ am 5. Oktober gegen Dick Jaspers (BC Magdeburg) zu spielen. Bei der Deutschen Dreiband-Meisterschaft 2019 konnte Horn, inzwischen wieder genesen, seinen Titel von 2017 zurückerobern. Im Finale schlug er seinen WM-Team-Kameraden Ronny Lindemann mit 40:23 in 23 Aufnahmen. Beim Weltcup-Abschlussturnier im ägyptischen Scharm asch-Schaich holte er sich, gemeinsam mit  Jérémy Bury, die Bronzemedaille.

### 2021 (Nach-COVID-19)

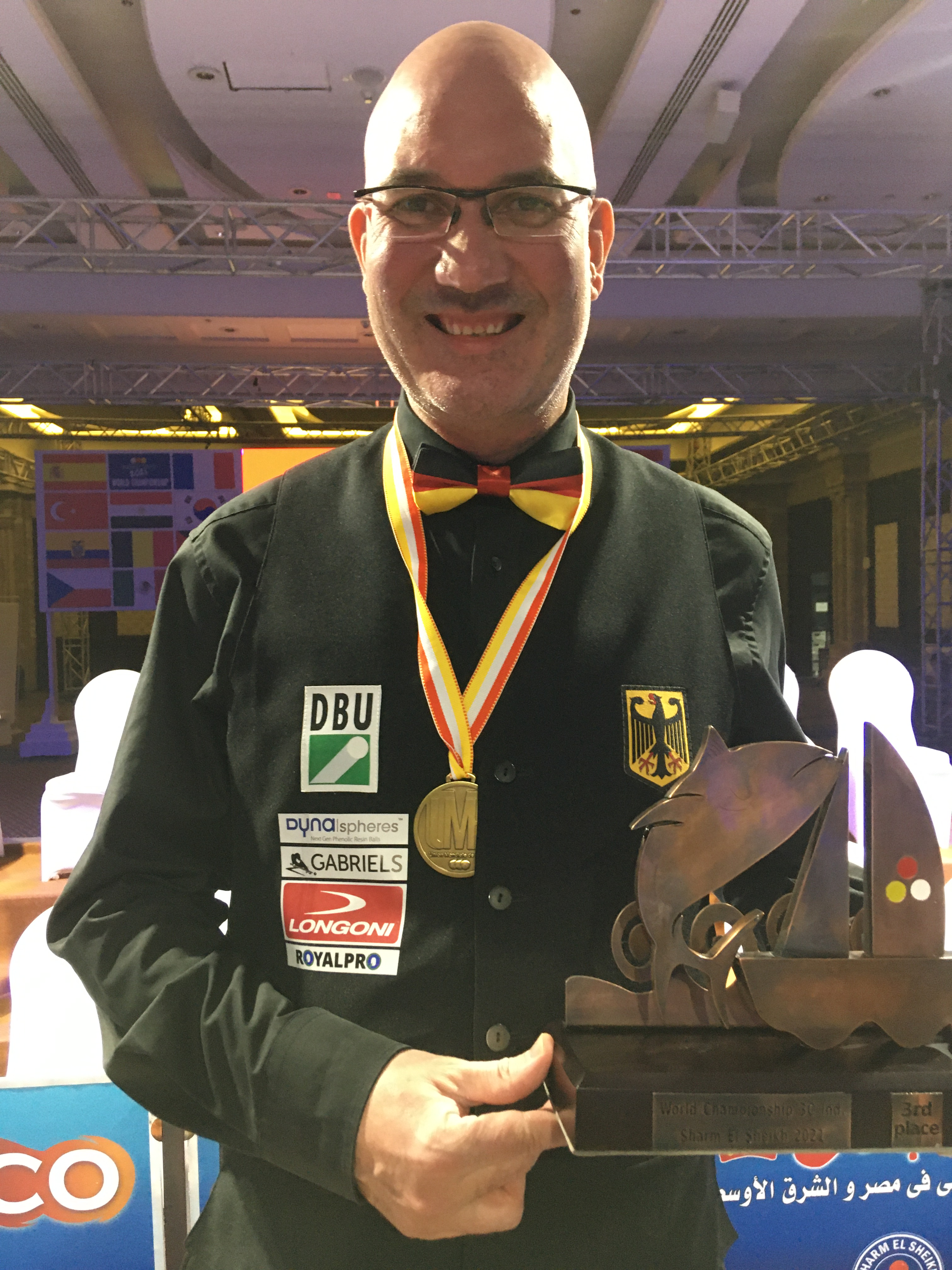
Bronzemedaille bei der WM 2021

Im Frühjahr 2020 wurden wegen der COVID-19-Pandemie alle internationalen Turniere auf unbestimmte Zeit abgesagt. Das erste Weltranglistenturnier war der Dreiband-Weltcup Anfang November 2021 im niederländischen Veghel, bei dem Horn im Achtelfinale dem Ägypter Sameh Sidhom unterlag und Platz 12 belegte. Im darauffolgenden DWC in Scharm asch-Schaich belegte er Platz 19. Nur vier Tage später begann dort auch die Weltmeisterschaft, so dass alle Topspieler vor Ort bleiben konnten. Nachdem Horn die Gruppenphase überstanden hatte, traf er in der Endrunde (16-tel-Finale) auf den Spanier Daniel Sánchez, der zuvor in Veghel und bei den Lausanne Billard Masters 2021 siegreich war, gewann mit 50:47. Im Achtelfinale traf er auf den Türken Lütfi Çenet, gewann mit 50:44 in 32 Aufnahmen. Im Viertelfinale erreichte Horn seine höchste Spielstärke und eröffnete die Partie gegen Tayfun Taşdemir, Zweiter in Lausanne, mit einer 20er-Serie und stellte damit einen neuen WM-Rekord auf. Nach nur 12 Aufnahmen beendete er das Match mit 50:22 und einem BED von 4,166, Turnierrekord. Im Halbfinale musste er gegen den Weltranglistenzweiten Dick Jaspers aus den Niederlanden antreten. Er unterlag nur knapp mit 45:50, sicherte sich damit aber seine erste Weltmeisterschaftsmedaille (Bronze) im Einzel. In der Weltrangliste verbesserte er sich dadurch um vier Plätze auf Rang 8.

### 2025
Im Bundesligaspiel mit dem BC International Berlin verbesserte Martin Horn seinen eigenen Deutschen Rekord im Einzeldurchschnitt auf 4,545 (50 Punkte in 11 Aufnahmen). Sein Gegner Jerome Barbeillon vom BC St. Wendel erzielte in der Partie 12 Punkte.
Am 13. April 2025 in Ankara wurde Martin Horn erstmals Dreiband-Europameister. Er ist der erste Deutsche dem das gelang.

Am 12. August 2025 gewann Martin Horn bei den World Games im chinesischen Chengdu die Bronzemedaille im Dreiband.

## Erfolge

### Dreiband
- World Games:  2025
- Dreiband-Weltmeisterschaft:  2021
- Dreiband-Weltmeisterschaft für Nationalmannschaften  2002  2001, 2006, 2012, 2013  1998, 1999, 2005, 2007, 2009, 2011, 2014, 2022
- Dreiband-Weltcup:  2009/2, 2018/5  1997/2, 1997/4, 1999/3, 2007/5, 2010/3, 2019/3, 2023/5  2004/5, 2006/5, 2007/1, 2008/6, 2010/1, 2016/7, 2019/7, 2023/3, 2024/3
- Dreiband-Europameisterschaft:  2025  1998, 2004, 2024  2003, 2012, 2022
- Dreiband-Europameisterschaft für Nationalmannschaften:  2024 (Partner: Ronny Lindemann)
- AGIPI Billard Masters:  2012
- Lausanne Billard Masters:  2014, 2015
- Deutsche Dreiband-Meisterschaften:  1995, 2002, 2004, 2006, 2007, 2008, 2009, 2010, 2012, 2017, 2019, 2021, 2022, 2023, 2024, 2025  1996, 1998, 1999, 2000, 2003, 2011, 2013,  1993, 2014,
- German Dreiband Masters:  2013, 2014  2015
- German Grand Prix (Gesamtsieger): 1999, 2004, 2006, 2010

### Einband
- Einband-Weltmeisterschaft:  1997
- Einband-Europameisterschaft  1997, 1998  1992, 1999, 2000
- Deutsche Einband-Meisterschaft:  1991, 1992, 1993, 1994, 1997  1995, 1999, 2001

### Andere Disziplinen
- Fünfkampf-Weltmeisterschaft:  2001
- Dreikampf-Weltmeisterschaft für Nationalmannschaften:  1993, 1995  1994
- Freie-Partie-Europameisterschaft der Junioren:  1990
- Cadre-47/2-Europameisterschaft der Junioren:  1991, 1992  1990
- Freie-Partie-Europameisterschaft:  1994, 1995  1999  1997
- Cadre-47/1-Europameisterschaft  1996  1993  1994
- Deutsche Cadre-47/2-Meisterschaft:  1991, 1992, 1993
- Deutsche Cadre-47/1-Meisterschaft:  1990, 1992  1991

Quellen: